# Kootenia
Kootenia – rodzaj stawonogów z wymarłej gromady trylobitów, z rzędu Corynexochida. Żył w okresie kambru.